# 特赖兹
特赖兹（法語：Traize，法語發音：[tʁɛz]）是法国萨瓦省的一个市镇，属于尚贝里区。

## 地理
特赖兹（45°40'16"N, 5°44'46"E）面积9.48 平方千米，位于法国奥弗涅-罗讷-阿尔卑斯大区萨瓦省，该省份为法国东部省份，历史上为薩伏依的一部分，北起上萨瓦省，西接伊泽尔省和安省，南部和东部与上阿尔卑斯省和意大利接壤。
与特赖兹接壤的市镇（或旧市镇、城区）包括：拉巴尔姆、拉沙佩勒圣马丹、卢瓦雪、圣保罗叙耶讷、耶讷。

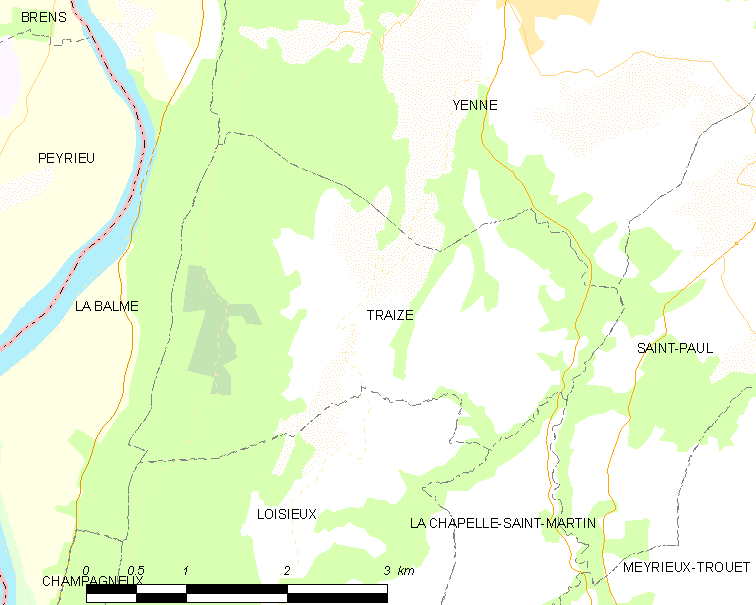
特赖兹的OSM定位图

特赖兹的时区为UTC+01:00、UTC+02:00（夏令时）。

## 行政
特赖兹的邮政编码为73170，INSEE市镇编码为73299。

## 政治
特赖兹所属的省级选区为萨瓦比热县。

## 人口

1962-2008年间特赖兹人口变化图示

特赖兹于2022年1月1日时的人口数量为336人。